# Madres de Plaza de Mayo - La Historia
Madres de Plaza de Mayo - La Historia é um série documental argentina de 2015 dirigida por Sebastián Mignogna. Trata-se de uma co-produção entre a Asociación Madres de Plaza de Mayo e o canal Encuentro do Ministério da Educação. Foi nacionalmente exibido pela Televisión Pública Argentina.
Em 2016, a série foi indicada ao Emmy Internacional na categoria "Melhor Documentário".

## Sinopse
As Madres de Plaza de Mayo - La Historia (Mães da Praça de Maio) descreve as origens das Mães, seu surgimento como um movimento de denuncia do terrorismo de Estado e como o principal símbolo de resistência da ditadura cívico-militar instaurada em 1976.

## Episódios
- Los caminos de la plaza (1975-1977)
- Las locas de la plaza (1977)
- La batalla por la imagen (1978)
- Aparición con vida (1979-1981)
- La voz de los pañuelos (1982-1983)
- La otra lucha (1983-1986)
- La nueva resistencia (1986-1996)
- Un viraje político (1997-2004)